# Такна (регіон)

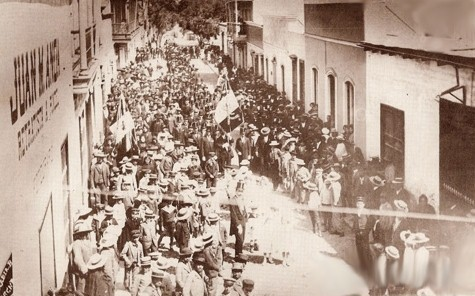
Свято прапора

Такна (ісп. Tacna ісп. вимова: [ˈtakna]; кеч. Taqna) — найпівденніший регіон Перу. Такна межує з сусідніми регіонами Пуно на північному сході і Мокегуа на півночі, болівійським департаментом Ла-Пас на сході, на півдні — з областю Аріка-і-Парінакота в Чилі. Кордон з Чилі проходить по річці Конкордія (укр. згода), тому цей кордон часто називають лінією Згоди. На заході регіон омиває Тихий океан.
Адміністративний центр регіону — місто Такна.

## Географічне положення
Регіон Такна розташований неподалік від озера Тітікака і включає в себе різноманітні ландшафти: вулкани (Тутупака — 5505 м, Уанкуне — 5567 м, Юкамані — 5508 м), пустелі, гірські райони (покриті вічним снігом вершини Чупікуінья — 5788 м, Барроса — 5742 м, Ачаколло — 5690 м, Юкамані — 5508 м), річки (Локумба, Сама, Капліна, Угусума) і лагуни (Арікота, Суче і Вілакота).
Регіон займає невелику територію, але має великий потенціал для розвитку сільського господарства і видобувної промисловості.

## Історія

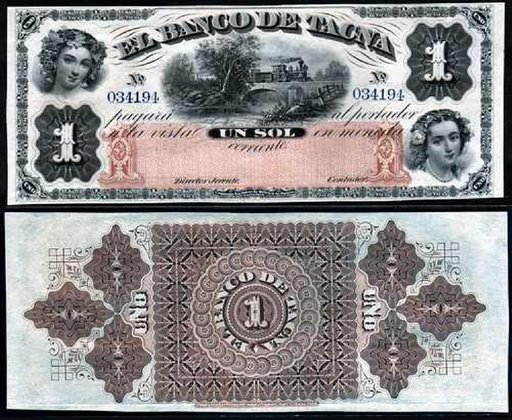
Гроші такни в 1872 році

Згідно з проведеними дослідженнями, регіон був заселений вже 10 000 років тому. Археологічні знахідки в печері Токепала (7630 до н. е.) і в Абріго-де-Кару (6240 до н. е.), які відносяться до кам'яної доби, доводять існування тут цивілізації. Розкопки в інших місцях: комплекс Хірата, Муйіні і Куеньявічінка — ще не завершені.
Перші групи іспанських завойовників з'явилися тут в 1535 році. Це були учасники експедиції Дієго де Альмагро, організованої ним для підкорення Чилі. У цей період місто Такна називався Сан-Педро-де-Такна. В 1615 і 1784 роках населені пункти регіону сильно постраждали від руйнівних землетрусів, але потім заново були відбудовані на тому ж місці.
Такна займає почесне місце в боротьбі за незалежність Перу. Починаючи з 1810 року місцеві патріоти, подібно їх аргентинським побратимам, що вже заявили про свою незалежність, теж почали свою боротьбу. В 1811 році Франциско Антоніо де Села першим виступив за свободу і незалежність Такни. Після отримання Перу незалежності, Такна отримала за героїзм статус міста. 26 травня 1828 року з ініціативи президента Хосе де ла Мара конгрес прийняв закон, за яким місту було присвоєно звання міста-героя.
В 1836–1839 роках місто Такна ненадовго став столицею конфедерації Перу і Болівії.
В 1873 році уряд Перу встановило контроль над видобутком головного предмета експорту — селітри, що викликало невдоволення британських, німецьких і чилійських компаній і призвело до Другої Тихоокеанської війні 1879 — 83 років між Чилі з одного боку і Перу і Болівією — з іншого.
26 травня 1880 року після битви Альто-де-ла-Альянсу регіон Такна була окупований Чилі. 20 жовтня 1883 року Чилі змусило Перу підписати Анконський договір, згідно з яким перуанські провінції Такна і Аріка передавалися Чилі на 10-річний термін, однак внаслідок розбіжностей між Перу і Чилі повернення провінцій в намічений термін не відбувся. Конфлікт двічі приводив до розриву дипломатичних відносин між обома країнами в 1901 і 1910 роках. 1 листопада 1920 року уряд Перу звернувся в Лігу Націй з проханням про перегляд Анконську договору. Проте вже через місяць перуанський уряд під тиском США взяв свою заяву назад. З 1922 по 1928 рік неодноразово поновлювалися переговори між Перу і Чилі.
Нарешті, на основі пропозицій президента США Герберта Гувера 3 червня 1929 року в Лімі був підписаний договір, що передбачав перехід території такни до Перу, а Аріки — до Чилі. Договір передбачав, що одночасно з обміном ратифікаційними грамотами Чилі сплачує Перу 6 млн доларів США. 28 серпня 1929 року чилійська влада передали Перу територію Такни.
Однак територіальні конфлікти між Перу і Чилі досі мають місце.

## Адміністративний поділ

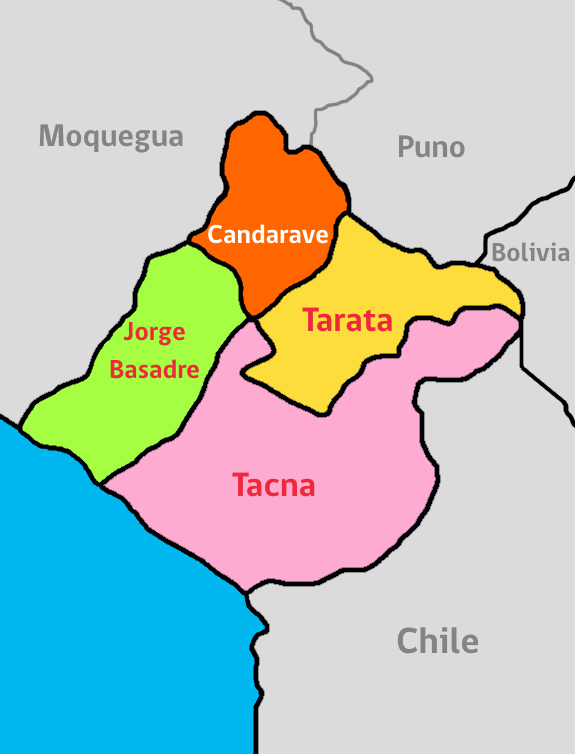
Провінції регіону Такна.

Регіон розділений на 4 провінції, які в свою чергу поділяються на 27 округу:
| Адміністративний поділ регіону Такна |                               |                        |            |                     |                        |       |
|                                      |                               |                        |            |                     |                        |       |
| №                                    | Провінцій                     | Населення, чол. (2007) | Площа, км² | Щільність, чол./км² | Адміністративний центр | Карта |
|                                      | Всього                        | 288781                 | 16 075,89  | 17,96               | Такна (Tacna)          |       |
| 1                                    | Кандараве (Candarave)         | 8373                   | 2261,10    | 3,70                | Кандараве (Candarave)  |       |
| 2                                    | Хорхе-Басадре (Jorge Basadre) | 9872                   | 2928,72    | 3,37                | Локумба (Locumba)      |       |
| 3                                    | Такна (Tacna)                 | 262 731                | 8066,11    | 32,57               | Такна (Tacna)          |       |
| 4                                    | Тарата (Tarata)               | 7805                   | 2819,96    | 2,77                | Тарата (Tarata)        |       |

## Економіка
Основний дохід регіону приносять мідні рудники Токепала. Такна збирає 53,15% врожаю оливок в Перу. Тут також вирощуються кукурудза, картопля, бавовна, майоран, люцерна і виноград для виробництва вина і бренді, є значне поголів'я корів і овець.
На додаток до добувної та сільськогосподарської промисловості регіон займається рибальством.

## Туризм і пам'ятки

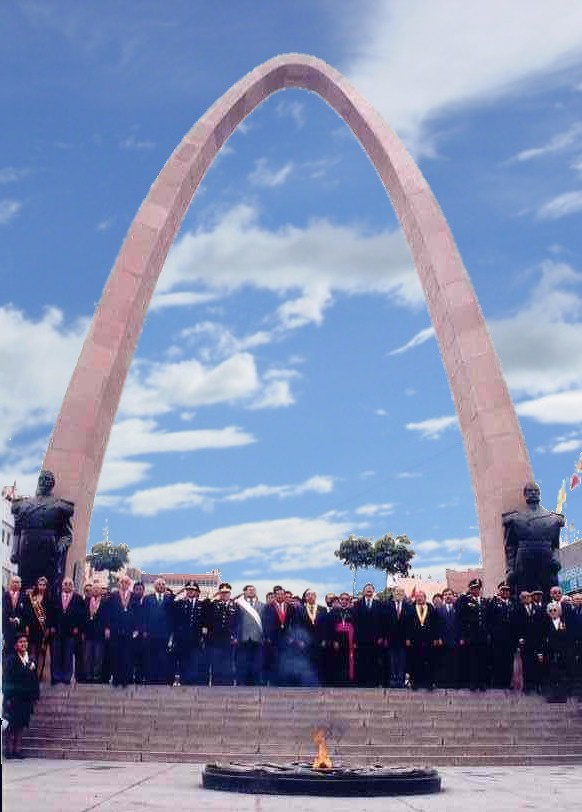
Алегорична арка

Регіон Такна славиться своєю природою. В Бока-дель-Ріо знаходиться бальнеологічний курорт, пейзажі якого поєднують в собі пісок і прибережні скелі. Калана — містечко в колоніальному стилі, Кальентес відомий своїми термальними джерелами, Локумба — мальовниче місце в долині між відрогами Анд; Пачья, прекрасна в будь-який час року. Тарата — гостинне місто, що лежить між гірським плато і пустельним узбережжям; Токепала, в печері якій знаходяться наскельні малюнки первісних людей.
У місті Такна можна відвідати меморіал солдатам, полеглим під час Першої Тихоокеанської війни і музей, розташований у Кампо-де-ла-Альанса. На площі Пласа-де-Армас знаходиться бронзовий фонтан, прикрашений скульптурами роботи англійського скульптора М.Канліффа і француза Поля Лінгард. Колись він стояв в Ліверпулі, а потім був куплений за 1740 фунтів стерлінгів і відправлений до Аріку в 1868 році. У тому ж році фонтан постраждав від землетрусу, а потім відремонтований ковалями Такни і Аріки. Собор Такни побудований за вказівками інженера  Ейфеля.
Крім цього, варто побачити:
- Петрогліфи в Микульї;
- Містечко Убікада за 8 км від Такни, де сталася битва 1880 року і знаходиться пам'ятник захисникам Такна і військовий музей;
- Алегоричну арку, перед якою стоять статуї національних героїв Мігуеля Семінаріо та Франсиско Болоньєзе;
- Покойай, що славиться прекрасним кліматом, прекрасними пейзажами і ресторанчиками національної кухні;
- Лагуну Арікота, довжиною вісім кілометрів;
- Дорогу інків в Тарата.

## Транспорт
- Автомагістралі Панамерикана і Костанера
- Залізниця Такна-Аріка
- Міжнародний аеропорт в Такні

## Культура
У містах і селах регіону проходять карнавали з національними танцями.
У травні відзначається річниця битви Альто-де-ла-Альянсу, 7 червня — річниця битви при Аріке, 20 червня — день пам'яті місцевого патріота Франциско Антоніо де Села, 23 червня — ніч Святого Хуана, 28 серпня — День прапора. У цей день мешканки Такни проносять вулицями міста червоно-білий перуанський прапор, а потім проходить щорічний парад.
| Перу | Це незавершена стаття з географії Перу. Ви можете допомогти проєкту, виправивши або дописавши її. |